# Kommer du, Elsa?
Kommer du, Elsa? är en norsk svartvit dramafilm från 1944 i regi av Toralf Sandø. I rollerna ses bland andra Aase Bye, Erling Drangsholt och Harald Schwenzen.

## Handling
Leif Rieber är en berömd dirigent. Han har en ung lovande son som spelar violin och fadern tar med honom som solist i en av hans stora konserter. Sonen har tuberkulos och dör under konserten. Fadern klandrar sig själv för sonens död och tar till flaskan. Senare drabbas han av äktenskapliga problem och sjukdom.

## Rollista
- Aase Bye – Elsa Rieber, Leif Riebers hustru
- Erling Drangsholt – Leif Rieber, musiker
- Harald Schwenzen – Øistein Werner, Riebers vän
- Bjarne Larsen – Harald Rieber, Elsas och Leif Riebers son
- Liv Blom – Kari, Haralds vän
- Oscar Egede-Nissen – landstrykare
- Tore Foss – Smith, doktor, patient
- Gunvor Hall – fru Kramer, patient på sanatoriet
- Erling Hanson – Bjerke, doktor på sanatoriet
- Alfred Helgeby – Jørgensen, vaktmästare på sanatoriet
- Birger Lødner – Borgen, doktor
- Gunnar Olram – professorn, patient på sanatoriet
- Erna Schøyen – Kristine, husa hos Rieber
- Liv Uchermann Selmer – fröken Enger
- Einar Vaage – överläkaren
- Aage Wallin – konsertmästare och violinist i aulan

## Om filmen
Filmen producerades av Capitol Produksjon AS med George Willoughby som produktionsledare. Den bygger på Victor Borgs pjäs Kommer du, Elsa? och Borg skrev även filmens manus tillsammans med regissören Sandø. Den fotades Reidar Lund och klipptes av Olav Engebretsen. Premiären ägde rum 30 mars 1944 i Norge.